# Amblin Entertainment
Amblin Entertainment är ett amerikanskt film- och TV-produktionsbolag som grundades 1980 av regissören Steven Spielberg och filmproducenterna Kathleen Kennedy och Frank Marshall.

## Filmografi (urval)
- 1982 – E.T. the Extra-Terrestrial
- 1984 – Gremlins
- 1985 – Fandango
- 1985 – Goonies – Dödskallegänget
- 1985 – Tillbaka till framtiden
- 1985 – Purpurfärgen
- 1986 – Resan till Amerika
- 1987 – 24-timmarsjakten
- 1987 – Solens rike
- 1988 – Vem satte dit Roger Rabbit
- 1988 – Landet för längesedan
- 1989 – Tillbaka till framtiden del II
- 1989 – Always
- 1990 – Joe och vulkanen
- 1990 – Tillbaka till framtiden del III
- 1990 – Gremlins 2
- 1990 – Imse vimse spindel
- 1991 – Cape Fear
- 1991 – Resan till Amerika – Fievel i vilda västern
- 1991 – Hook
- 1993 – Jurassic Park
- 1993 – Schindler's List
- 1994 – The Flintstones
- 1995 – Casper
- 1995 – Broarna i Madison County
- 1995 – Hur man gör ett amerikanskt lapptäcke
- 1995 – Balto
- 1995-1997 – Freakazoid (TV-serie)
- 1996 – Twister
- 1997 – The Lost World: Jurassic Park
- 1997 – Men in Black
- 1998 – Zorro – Den maskerade hämnaren
- 1998 – Rädda menige Ryan
- 2000 – Familjen Flinta i Viva Rock Vegas
- 2001 – A.I. – Artificiell Intelligens
- 2001 – Jurassic Park III
- 2002 – Minority Report
- 2002 – Men in Black II
- 2002 – Catch Me If You Can
- 2004 – The Terminal
- 2005 – Världarnas krig
- 2005 – Legenden om Zorro
- 2005 – En geishas memoarer
- 2005 – München
- 2006 – Flags of Our Fathers
- 2006 – Letters from Iwo Jima
- 2008 – Indiana Jones och Kristalldödskallens rike
- 2010 – Livet efter detta
- 2010 – True Grit
- 2011 – Super 8
- 2011 – Tintins äventyr: Enhörningens hemlighet
- 2011 – War Horse
- 2012 – Men in Black III
- 2012 – Lincoln
- 2015 – Jurassic World
- 2015 – Spionernas bro
- 2016 – Stora vänliga jätten
- 2017 – The Post
- 2018 – Ready Player One
- 2018 – Jurassic World: Fallen Kingdom
- 2018 – First Man